# Melanowo (województwo wielkopolskie)
Melanowo – osada w Polsce położona w województwie wielkopolskim, w powiecie rawickim, w gminie Miejska Górka. Miejscowość wchodzi w skład sołectwa Dłoń.
W latach 1975–1998 miejscowość należała administracyjnie do województwa leszczyńskiego.